# Пітчук Іван Іванович
Іван Іванович Пітчук (1996—2023) — молодший сержант збройних сил України, учасник російсько-української війни.

## Життєпис
Народився 1 червня 1996 року на Івано-Франківщині, проживав у селі Пасічна Надвірнянського району.
Після закінчення школи навчався у Галицькій академії, вчився на програміста. 
Коли почалося повномасштабне вторгнення, він був у Швеції на заробітках, та вже 26 лютого повернувся в Україну, а 1 березня став до лав збройних сил. На війні був командиром танка у 4-й танковій бригаді.
Загинув 19 квітня 2023 року в Донецькій області.

## Нагороди
- Орден Богдана Хмельницького III ступеня[1].
- Почесний нагрудний знак «Сталевий хрест».